# فرانك أوين (لاعب كرة قاعدة)
فرانك أوين (بالإنجليزية: Frank Owen)‏ هو لاعب كرة قاعدة أمريكي، ولد في 23 ديسمبر 1879 في يبسيلانتي في الولايات المتحدة، وتوفي في 24 نوفمبر 1942 في ديربورن في الولايات المتحدة.

## وصلات خارجية
- فرانك أوين على موقعبيزبول رفرنس.كوم (الدوري الرئيسي) (الإنجليزية)
- فرانك أوين على موقعبيزبول رفرنس.كوم (الدوري الثانوي) (الإنجليزية)